# 彭比納縣 (北達科他州)
彭比納县（英語：Pembina County）是位於美国北达科他州東北角的一個縣，東隔北紅河與明尼蘇達州相望，北鄰加拿大馬尼托巴，面積2,905平方公里。根據2020年美國人口普查，共有人口6,844人。縣治卡瓦萊爾（Cavalier）。該縣成立於1867年1月9日，縣政府成立於8月12日；縣名來自早期的縣治彭比納（契皮瓦語「高大的小紅莓叢」一詞的誤寫）。